# Scathophaga vlastae
Scathophaga vlastae är en tvåvingeart som beskrevs av Sifner 2000. Scathophaga vlastae ingår i släktet Scathophaga och familjen kolvflugor.
Artens utbredningsområde är Slovakien. Inga underarter finns listade i Catalogue of Life.